# Osmia ribifloris
Osmia ribifloris är en biart som beskrevs av Cockerell 1900. Osmia ribifloris ingår i släktet murarbin, och familjen buksamlarbin.

## Beskrivning
Ett ganska litet bi, något mindre än ett honungsbi, med svart grundfärg och metalliskt mörkgrön till blå glans.

## Ekologi
Arten är specialiserad att hämta nektar och pollen från ett fåtal familjer av blommande växter, främst ljungväxter, inte minst blåbär, och med berberisväxter som andraalternativ. Flygtiden varar från mitten av mars till mitten av maj.

### Fortplantning
Osmia ribifloris är ett solitärt (icke samhällsbildande) bi: Honan bygger sina larvbon i befintliga, rörformade håligheter, som gamla vasstammar, övergivna insektshål eller papprör (ofta människoskapade; arten är en uppskattad pollinatör). Upp till 36 larvceller, liggande på linje, kan konstrueras av gyttja eller söndertuggat plantmaterial i varje rör. Varje cell fylls med en blandning av pollen och nektar, varpå modern lägger ett ägg på varje matklump. Äggen kläcks inom en vecka och utvecklas under sommaren. Avkomman övervintrar som vuxna.

## Kommersiell användning
Arten är en uppskattad pollinatör av framför allt blåbär, och odlas ofta. En bidragande orsak till dess popularitet är att arten är specialiserad på ett fåtal foderväxter, som också råkar vara ekonomiskt viktiga för människan, samt honungsbiets nedgång, som gör att artens betydelse som pollinatör har ökat.

## Utbredning
Osmia ribifloris förekommer i Nordamerika från mellersta USA till Mexiko.

## Taxonomi
Följande underarter har konstaterats:
- O. ribifloris ribifloris Cockerell, 1900
- O. ribifloris biedermannii Michener, 1936